# Carex lepida
Carex lepida är en halvgräsart som beskrevs av Francis M.B. Boott. Carex lepida ingår i släktet starrar, och familjen halvgräs. IUCN kategoriserar arten globalt som akut hotad. Inga underarter finns listade i Catalogue of Life.